# بوتاکسامین
بوتاکسامین (انگلیسی: Butaxamine) که با نام بوتوکسامین نیز خوانده می‌شود یک بتابلاکر اختصاصی گیرنده β2 است. کاربرد اصلی این ترکیب در برخی شرایط آزمایشگاهی است که بلوک گیرنده‌های β2 برای تعیین فعالیت داروها مهم است (به عبارت دیگر اگر گیرنده β2 به‌طور کامل بلوک شود ولی یک اثر خاص همچنان وجود داشته باشد، می‌توان نتیجه گرفت که آن اثر خاص، مختصِ گیرنده‌های β2 نیست). این ترکیب دارای کاربرد بالینی نیست.